# ياسر المنتشري
ياسر المنتشري لاعب كرة قدم سعودي .

## مسيرة اللاعب
لعب سابقاً لنادي الاتحاد في الفئات السنية و بعدها لعب مع أندية القلعة و الجيل و البدائع و نادي جدة ونادي الانتصار.

## الحياة الشخصية
هو شقيق اللاعب الدولي السابق حمد المنتشري و اللاعب باسم المنتشري .